# Joshua Edmondson
Joshua Josh Edmondson, né le 6 juillet 1992 à Leeds, est un coureur cycliste britannique, notamment passé par la formation Sky de 2013 à 2014 et An Post-ChainReaction en 2015.

## Biographie
En 2013, il rejoint l'équipe World Tour Sky grâce à ses performances lors du Tour de Grande-Bretagne 2012 et ses attaques lors de l'étape. Son profil de grimpeur l'amène à être considéré comme un possible prétendant aux grands tours. Toutefois, après deux saisons avec Sky, son contrat n'est pas été renouvelé à la fin de 2014. En mars 2015, il annonce son arrivée au sein de l'équipe An Post-ChainReaction pour le reste de la saison 2015. Il remporte notamment une étape et le général de la Ronde de l'Oise.
Depuis 2016, il court avec l'équipe NFTO. En mars 2017, il reconnait s'être injecté des vitamines, ainsi que du Tramadol, lorsqu'il courait pour Sky, alors qu'il est interdit d'utiliser des aiguilles comme matériel d'injection.

## Palmarès
- 2009
  - 1re étape du Grand Prix Rüebliland
  - 3e et 5e étapes du Tour du Pays de Galles juniors
  - 3e du Tour du Pays de Galles juniors
- 2010
  - Eddie Soens Memorial
  - Isle of Man Junior Tour :
    - Classement général
    - 2e étape

  - 2e et 5e étapes du Tour du Pays de Galles juniors
  - 3e du Tour du Pays de Galles juniors
  - 4e du championnat du monde sur route juniors
- 2011
  - Gran Premio Agostano
- 2012
  - 3e du Trophée MP Filtri
- 2015
  - Ronde de l'Oise :
    - Classement général
    - 4e étape

  - 3e étape du Tour d'Azerbaïdjan
  - 2e de l'An Post Rás

## Classements mondiaux
| Année           | 2015 |
| --------------- | ---- |
| UCI Europe Tour | 132e |